# ملتقى النقد السينمائي
ملتقى النقد السينمائي هو ملتقى، يقدم بشكل سنوي في مدن السعودية، يجمع المختصّين وغير المختصّين في مجال النقد السينمائي، لتبادل الخبرات والحوارات حول النقد السينمائي، وإقامة ورش العمل الفنية.

## نبذة
في مارس 2023 أقامت هيئة الأفلام أول ملتقى للنقد السينمائي في السعودية بمعرض بينالي الفنون الإسلامية في جدة تحت شعار «الروحانية في السينما»، ثم نظمت الجولة الثانية من الملتقى تحت شعار «السينما الوطنية» في مايو 2023 في مدينة الظهران بالشراكة مع مهرجان أفلام السعودية ومركز الملك عبدالعزيز الثقافي العالمي (إثراء).
في نوفمبر 2023، نظمت هيئة الأفلام السعودية، مؤتمر النقد السينمائي، في مدينة الرياض، تحت شعار "ما وراء الإطار"، وذلك بهدف التعريف بالنقد السينمائي ومفاهيمه وتطبيقاته، عبر شهادات المتخصصين والمعنيّين بالنقد السينمائي، ما يُسهم في تبادل الخبرات وتعزيز المشاركة الوطنية والإقليمية والدولية، وحوارات تُهمّ هذا الحقل الأساسي في صناعة السينما.

## أهداف المشروع
لملتقى النقد السينمائي أهداف عديدة، منها:
- دعم جهود المنظومة الثقافية الوطنية في تعزيز مكانة السعودية الفكرية.
- تمكين مجتمع النقاد السينمائيين الناشئ من عرض نشاطهم الفكري.
- ترسيخ مفهوم النقد / التحليل السينمائي بشكل خاص، والفني / الثقافي/ الفكري، بشكل عام.
- خلق منصة سنوية فعالة لإثراء حقل النقد السينمائي.

## جولات ملتقى النقد السينمائي
تسلط جولات ملتقى النقد السينمائي الضوء على التجارب السينمائية السعودية. ففي مارس 2023، أقيم في جدة أول ملتقى بالسعودية، تحت مسمى "الروحانية في السينما"، وفي مايو 2023، أقيم في المنطقة الشرقية، وتحديدًا في الظهران بمسمى "السينما الوطنية"، في يوليو 2023، أقيم ثالث ملتقى للنقد السينمائي بمسمى "المشهدية والفضاء الطبيعي في الأفلام" في مدينة أبها، ثم في سبتمبر 2023، أقيم الملتقى في مدينة تبوك بمسمى "التقنية وتجربة مشاهدة الفيلم"، وفي سبتمبر 2023، أقيم في مدينة بريدة بمسمى "الهجرة والسفر والانتقال في السينما"، وفي نوفمبر 2023، أقيم في مدينة الرياض بمسمى "ما وراء الإطار"، وهي آخر جولات ملتقى النقد السينمائي.